# Пейзаж із мисливцем та мисливськими трофеями
Пейза́ж із мисли́вцем та мисли́вськими троф́еями (англ. Landscape with Huntsman and Dead Game) — декоративне панно з серії, створеної для іспанського купця Якова Гранади наприкінці XVII ст.
Ян Венікс на той час вважався одним із найкращих художників Голландії. Серед його замовників — багаті верства населення Амстердама, купці з Іспанії, московський цар Петро І, що перебував у Голландії під час Великого Посольства.
Для багатої оселі купця-іспанця Якова Гранади і була створена серія декоративних панно зі сценами полювання та ідилічними пейзажами. Належав до них і «Пейзаж з мисливцем та мисливськими трофеями». Серія довгий час зберігалась у Голландії. У 1921 р. всі панно були продані. Їх придбав газетний магнат зі США — Вільям Рендольф Херст. В скрутну годину серію знов продали і вона розійшлася в різні музейні збірки. Панно «Пейзаж з мисливцем та мисливськими трофеями» придбали для Національної галереї Шотландії, де воно і зберігається.

## Опис панно
Праворуч від центру картини розташована паркова скульптура — герма давньогрецького бога природи Пана. Навколо герми — мисливський пес та мисливські трофеї. Обличчя пана повернуто в глиб полотна, де подано краєвид під час заходу сонця. Оживкою для великого за розмірами полотна є чорний пес та мисливець, котрий перепочиває ліворуч. Ідилічний, штучно позбавлений тривожного настрою пейзаж — свідоцтво схильності митця до декоративного живопису, що був попередником стилістики рококо, яка розквітне у XVIII столітті і не омине і Голландії.